# Alfonso Maria Mistrangelo
Alfonso Maria Mistrangelo (Savona, 26 aprile 1852 – Firenze, 7 novembre 1930) è stato un cardinale e arcivescovo cattolico italiano.

## Biografia

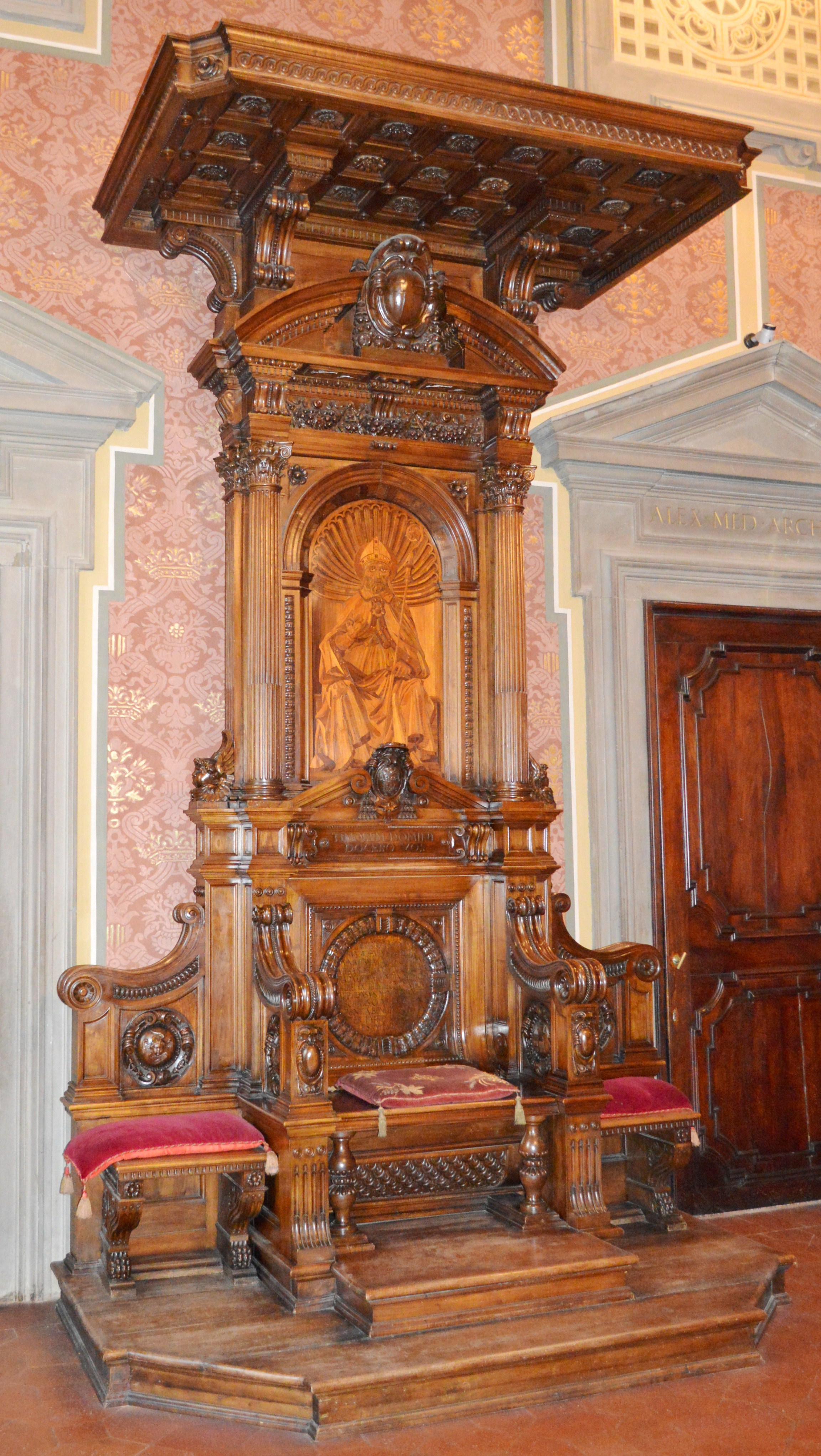
La cattedra, attualmente presso il palazzo Arcivescovile, donata all'arcivescovo Mistrangelo nel 1918 dal collegio dei parroci urbani di Firenze per la sua nomina a cardinale.

Nacque a Savona il 26 aprile 1852. Fu ordinato sacerdote il 17 marzo 1877 per l'ordine degli scolopi. Il 16 gennaio 1893 divenne vescovo di Pontremoli, dalla cui sede venne trasferito a Firenze il 19 giugno 1899. Tenne un sinodo diocesano nel 1905 e compì un'accurata visita pastorale. Migliorò inoltre i seminari dell'arcidiocesi e istituì il convitto ecclesiastico. Promosse lo sviluppo inoltre del bollettino diocesano e fece sì che l'azione cattolica fosse organizzata in maniera definitiva, ottenendo per donazione papale una sede dentro un'ala di Palazzo Pucci.
Il 21 ottobre 1923, volle essere presente alla posa della prima pietra dell'Opera della Divina Provvidenza Madonnina del Grappa di don Giulio Facibeni.
Appoggiò il Partito Popolare.
Papa Benedetto XV lo elevò al rango di cardinale nel concistoro del 6 dicembre 1915 con il titolo di Santa Maria degli Angeli, conservando anche il ruolo di arcivescovo.
Morì il 7 novembre 1930 all'età di 78 anni.

## Genealogia episcopale e successione apostolica
La genealogia episcopale è:
- Cardinale Scipione Rebiba
- Cardinale Giulio Antonio Santori
- Cardinale Girolamo Bernerio, O.P.
- Arcivescovo Galeazzo Sanvitale
- Cardinale Ludovico Ludovisi
- Cardinale Luigi Caetani
- Cardinale Ulderico Carpegna
- Cardinale Paluzzo Paluzzi Altieri degli Albertoni
- Papa Benedetto XIII
- Papa Benedetto XIV
- Papa Clemente XIII
- Cardinale Marcantonio Colonna
- Cardinale Giacinto Sigismondo Gerdil, B.
- Cardinale Giulio Maria della Somaglia
- Cardinale Carlo Odescalchi, S.I.
- Cardinale Costantino Patrizi Naro
- Cardinale Lucido Maria Parocchi
- Cardinale Alfonso Maria Mistrangelo, Sch.P.

La successione apostolica è:
- Vescovo Ambrogio Onorato Luddi, O.P. (1905)
- Vescovo Antonio Bassani (1905)
- Vescovo Angelo Simonetti (1908)
- Vescovo Alfredo del Tomba (1909)
- Arcivescovo Giovanni Fiorentini (1909)
- Arcivescovo Gabriele Vettori (1910)
- Vescovo Eduardo Brettoni (1910)
- Vescovo Roberto Achille Razzòli, O.F.M. (1913)
- Arcivescovo Andrea Cassulo (1914)
- Vescovo Riccardo Carlesi (1916)
- Vescovo Carlo Taccetti (1917)
- Vescovo Emilio Ippolito Ulivelli, O.F.M. (1919)
- Vescovo Gioacchino Bonardi (1928)
- Vescovo Ugo Giubbi (1928)